# Kruševo (Prijepolje)
Pour les articles homonymes, voir Kruševo (homonymie).
Kruševo (en serbe cyrillique : Крушево) est un village de Serbie situé dans la municipalité de Prijepolje, district de Zlatibor. Au recensement de 2011, il comptait 26 habitants.

## Démographie
| 1948 | 1953 | 1961 | 1971 | 1981 | 1991 | 2002 | 2011 |
| ---- | ---- | ---- | ---- | ---- | ---- | ---- | ---- |
| 211  | 209  | 220  | 191  | 176  | 34   | 36   | 26   |

|  |